# Inferenza inconscia
Il principio della inferenza inconscia è stato sviluppato  nella seconda metà dell'800 dal medico fisiologo e fisico tedesco Hermann von Helmholtz, esponente della corrente psicologica dello strutturalismo. Gli studi avrebbero influenzato la nascente psicologia scientifica sperimentale in varie sue branche, che vanno dalla psicoanalisi alla psicologia cognitiva.
L'inferenza inconscia afferma che la nostra percezione retinica viene continuamente corretta tramite un procedimento creativo della nostra mente aggiungendo informazioni sulla base di ciò che già sappiamo di un oggetto visualizzato e dell'ambiente che lo circonda. Quindi la nostra percezione in generale è influenzata e corretta dalla nostra esperienza pregressa, tramite un processo cognitivo inconscio.
L'inferenza inconscia si concretizza tramite i fenomeni delle costanze percettive. Ne analizziamo tre tipi: costanza della forma, costanza della dimensione, costanza del colore. La costanza della forma determina che un oggetto circolare presente davanti a noi con inclinazione variabile, viene percepito sempre come un cerchio anche se via via sulla retina è presente un'ellisse sempre più deformato. La costanza della dimensione determina che se un oggetto sia allontana da noi in prospettiva, vedremo un oggetto più lontano anche se nella retina avremo un oggetto di dimensione più piccola. La costanza del colore determina che in una stanza con luce di intensità variabile vedremo oggetti sempre dello stesso colore, per via del fenomeno della riflettanza che ci dice che un oggetto particolare ha sempre lo stesso rapporto tra luce riflessa e luce assorbita.